# Live at Luna Park
Live at Luna Park – album koncertowy amerykańskiego zespołu progresywno-metalowego Dream Theater wydany 5 listopada 2013 roku na dwupłytowej edycji DVD, Blu-ray oraz edycji specjalnej. Album nagrany został podczas dwóch koncertów w hali koncertowej Luna Park w Buenos Aires. Jest to pierwszy album koncertowy nagrany z perkusistą Mikiem Manginim po odejściu Mike'a Portnoya w 2010 roku.

## Lista utworów
1. „Bridges in the Sky”
2. „6:00”
3. „The Dark Eternal Night”
4. „This Is the Life”
5. „The Root of All Evil”
6. „Lost Not Forgotten”
7. „Drum Solo”
8. „A Fortune in Lies”
9. „The Silent Man”
10. „Beneath the Surface”
11. „Outcry”
12. „Piano Solo”
13. „Surrounded”
14. „On the Backs of Angels”
15. „War Inside My Head”
16. „The Test That Stumped Them All”
17. „Guitar Solo”
18. „The Spirit Carries On”
19. „Breaking All Illusions”
20. „Metropolis Pt. 1: The Miracle and the Sleeper”

## Twórcy
Dream Theater
1. James LaBrie – wokal
2. John Petrucci – gitara, wokal wspierający
3. Jordan Rudess – keyboard
4. John Myung – gitara basowa
5. Mike Mangini – perkusja

Kwartet smyczkowy
- Oleg Pishenin
- Serdar Geldymuradov
- Joelle Perdaens
- Nestor Tedesco